# Valleve
Valleve – miejscowość i gmina we Włoszech, w regionie Lombardia, w prowincji Bergamo.
Według danych na styczeń 2009 gminę zamieszkiwało 136 osób przy gęstości zaludnienia 9,1 os./km².